# Berchmans Ruellan
Cet article court présente un sujet plus développé dans : Frères Ruellan.
Jean Berchmans Marie Ruellan, né le 21 août 1890, lieutenant au 23e bataillon de chasseurs à pied, mort pour la France le 31 mai 1918  à Poperinge en Belgique, est l'un des frères Ruellan.
Cette fratrie, originaire de Saint-Malo, a payé un lourd tribut lors de la Première Guerre mondiale.